# 贝纳尔达
贝纳尔达（義大利語：Bernalda），是意大利马泰拉省的一个市镇。总面积126平方公里，人口12218人，人口密度97.0人/平方公里（2009年）。ISTAT代码为077003。